# Hieronymus Dathe

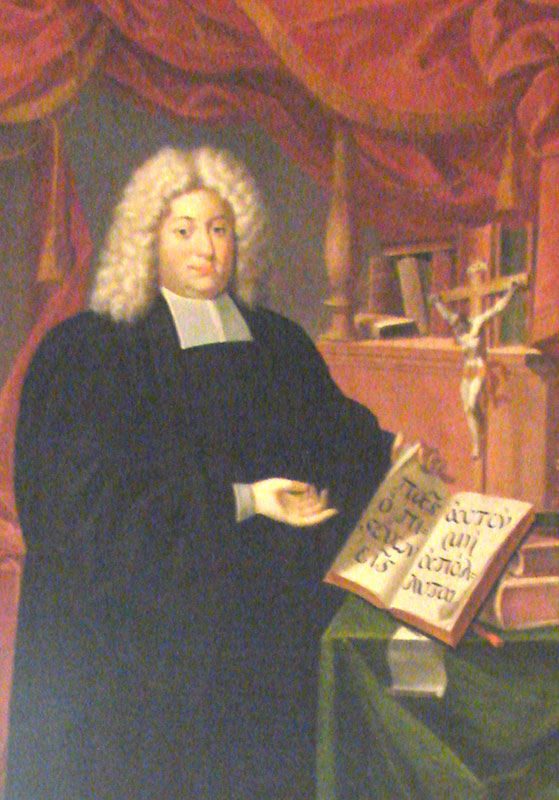
Hieronymus Dathe

Hieronymus Dathe (* 4. Februar 1667 in Hamburg; † 14. Juni 1707 in Annaberg) war ein deutscher lutherischer Theologe.

## Leben
Der Sohn des Kaufmanns und Oberalten an der St. Katharinenkirche Andreas Dathe (* 9. September 1636 in Rochlitz; † 1. März 1703 in Hamburg) und dessen Frau Magaretha (geborene Musmann) hatte am 6. Februar in der St. Katharinenkirche seine Taufe empfangen. Schon früh erhielt er seine Ausbildung von Privatlehrern, besuchte die Hamburger Schule des Johanneums und 1684 das dortige Gymnasium. 1685 wechselte er an das Katharineum zu Lübeck, welches damals unter der Leitung von Abraham Hinckelmann stand. Im Laufe seiner Ausbildung hatte er die Grundlagen eines Studiums erlangt, so dass er 28. April 1687 die Universität Gießen, mit der Prämisse ein theologisches Studium zu absolvieren, beziehen konnte.
Hier waren zunächst Balthasar Mentzer in Mathematik, David Clodius in Philologie, Heinrich Phasian (1633–1697) in Rhetorik, Poesie und Geschichte, Bernhard Ludwig Mollenbeck in Ethik, Philipp Kasimir Schlosser (1658–1712) in Logik und Metaphysik und Michael Bernhard Valentini (1657–1729) in Physik, seine ersten akademischen Lehrer der sieben freien Künste. Von diesen Lehrern angeleitet, erwarb er den akademischen Grad eines Magisters der philosophischen Wissenschaften. Auch besuchte er die Vorlesungen an der theologischen Fakultät bei Philipp Ludwig Hanneken und Kilian Rudrauf (1627–1690). Mit dem Beginn des Jahres 1690 kehrte er auf Wunsch seiner Eltern nach Hamburg zurück. Hier hatte er auch noch zwei Predigten an der Katharinenkirche gehalten und erkrankte. Sein Wunsch war es jedoch, seine Hochschullaufbahn weiter zu verfolgen.
Nachdem er von einer kurzen Krankheit genesen war, begab er sich am 31. Mai 1690 an die Universität Wittenberg, wo er im Haus von Michael Walther der Jüngere Aufnahme fand. Er besuchte dessen Vorlesungen sowie die des Caspar Löscher und des Johann Georg Neumann. Nach dem Tod von Walter fand er im Haus von Christian Röhrensee Aufnahme, der ihn dazu ermunterte, sich am Wittenberger Hochschulbetrieb zu beteiligen. Am 11. November 1692 wurde er Adjunkt an der philosophischen Fakultät und hielt Vorlesungen zu theologischen Themen. 1694 wurde er zum Propst und Superintendenten von Kemberg berufen. Er promovierte daher am 24. Juli 1694 zum Lizentiaten und am 26. Juli desselben Jahres mit der Arbeit de consensu oribo doxorum orthodoxo in loco Christo zum Doktor der Theologie. Nachdem er acht Jahre lang in Kemberg gewirkt hatte, wurde er als Superintendent nach Annaberg versetzt, wo er in seinem vierzigsten Lebensjahr an Asthma verstarb.

## Familie
Dathe war zwei Mal verheiratet.
Seine erste Ehe schloss er am 25. September 1694 in Wittenberg mit Johanna Maria (* 26. November 1673 in Wittenberg; † 17. Oktober 1695 in Kemberg), der Tochter des Wittenberger Mathematikprofessors Michael Strauch. Aus dieser Ehe stammt die Tochter Johanna Magaretha Dathe (* 16. Juli 1695 in Kemberg; † 14. August 1697 ebenda).
Seine zweite Ehe ging er am 15. September 1696 in Döbeln mit Johanna Elisabeth, der Tochter des Stadtschreibers, Rechtskonsulenten und Syndikus in Döbeln Johann Georg Haußner, ein. Aus dieser Ehe stammen vier Söhne und vier Töchter. Bekannt sind: S. Andreas (getauft 22. August 1697 in Kemberg; † 1718 in Leipzig, Student der Medizin); T. Johanna Elisabeth (getauft 23. April 1699 in Kemberg; † 16. Juni 1699 ebenda); S. Johann Hieronymus von Dathe Hofrat in Weißenfels und Dompropst in Wurzen, 1745 Adelsstand (* 6. Januar 1702 in Kemberg; † 28. April 1762 in Wurzen); S Gottlob Liborius Dathe (* 16. Juli 1703 in Annaberg) war erst Bergprediger in Annaberg, wurde Mediziner; T Johanna Elisabeth (getauft 3. Dezember 1702 in Kemberg) verh. 1720 mit Assessor der Juristenfakultät in Leipzig Dr. Christoph Dondorff († 19. November 1737).

## Werke
- Oratio de patientia Christi, rectore Enocho Svantenio habita. Lübeck 1687.
- Disp. de terrae immobilitate, praeside Balth. Menzero. Gießen 1689.
- Disp. de Sacramento baptismi, praeside D. Ph. Ludov. Hannekenio. Gießen 1669.
- Disp. de peccato, praeside D. Kiliano Rudraufio. Gießen 1689.
- Oratio de statu tristissimo devastati Palatinatus. Gießen 1689.
- Positiones XIII. miscellaneae ex humanitate poetica, praeside Job. Ge. Neumanno propositae. Wittenberg 1690.
- Dissertationes de geniis veterum. Wittenberg 1692.
- Disp. de liberarum Imperii civitatum potestate, majestatis aemula. pro loco in ord. pbilos. habita. Wittenberg 1692.
- Disp. inaug. theol. de consensu orthodoxorum orthodoxo in loco de Chrtsto, praeside D. Casp. Loeschero, illius auctorc defensa. Wittenberg 1694.
- Disp. synodalis de ritibus ecclesiasticis, ad art. XV. Aug. Conf. et art. X. Form. Conc. Accedit programina inviiatorium ad Col. II. 19. 1705.